# Holcencyrtus
Holcencyrtus is een geslacht van vliesvleugeligen uit de familie Encyrtidae. De wetenschappelijke naam van dit geslacht is voor het eerst geldig gepubliceerd in 1900 door Ashmead.

## Soorten
Het geslacht Holcencyrtus omvat de volgende soorten:
- Holcencyrtus dennoi Gordh & Trjapitzin, 1980
- Holcencyrtus elegans (Gordh & Trjapitzin, 1978)
- Holcencyrtus gonzalezi Trjapitzin, 1998
- Holcencyrtus gordhi (Trjapitzin & Trjapitzin, 1995)
- Holcencyrtus liriomyzae Risbec, 1951
- Holcencyrtus myrmicoides (Compere & Zinna, 1955)
- Holcencyrtus niger (Ashmead, 1888)
- Holcencyrtus osborni (Timberlake, 1923)
- Holcencyrtus scapus (Gordh & Trjapitzin, 1980)
- Holcencyrtus wheeleri (Ashmead, 1904)